# Robby Unser
Robby Unser (Albuquerque (New Mexico), 12 januari 1968) is een voormalig Amerikaans autocoureur. Hij is de zoon van drievoudig Indianapolis 500 winnaar Bobby Unser.
Unser reed tussen 1998 en 2000 eenentwintig races in het Indy Racing League kampioenschap. Zijn beste prestaties waren een tweede plaats in de race op de Texas Motor Speedway en eveneens een tweede plaats op de Atlanta Motor Speedway een jaar later. In 1998 werd hij Rookie of the Year. Hij stond twee keer aan de start van de Indianapolis 500. In 1998 werd hij vijfde nadat hij vanaf een 21e startplaats vertrokken was, een jaar later eindigde hij op de achtste plaats in deze prestigieuze race. In 1999 eindigde hij op de tiende plaats in het kampioenschap. In 2000 kwam hij nog drie keer aan de start van een race, zonder veel succes.